# Спас Анастасія Юріївна
Анастасія Юріївна Спас (нар. 6 серпня 1993) — українська і грузинська п'ятиборка, учасниця Олімпійських ігор 2016 року, чемпіонка і бронзова призерка юнацьких Олімпійських ігор 2010 року.

## Виступи на Олімпіадах
| Олімпіада | Дисципліна           | Результат | Місце |
| Ріо 2016  | Сучасне п'ятиборство | 1098      | 29    |